# Grötfatet
Grötfatet är en sjö i Nacka kommun i Södermanland och ingår i Norrström-Tyresåns kustområde.